# Volba nevěsty

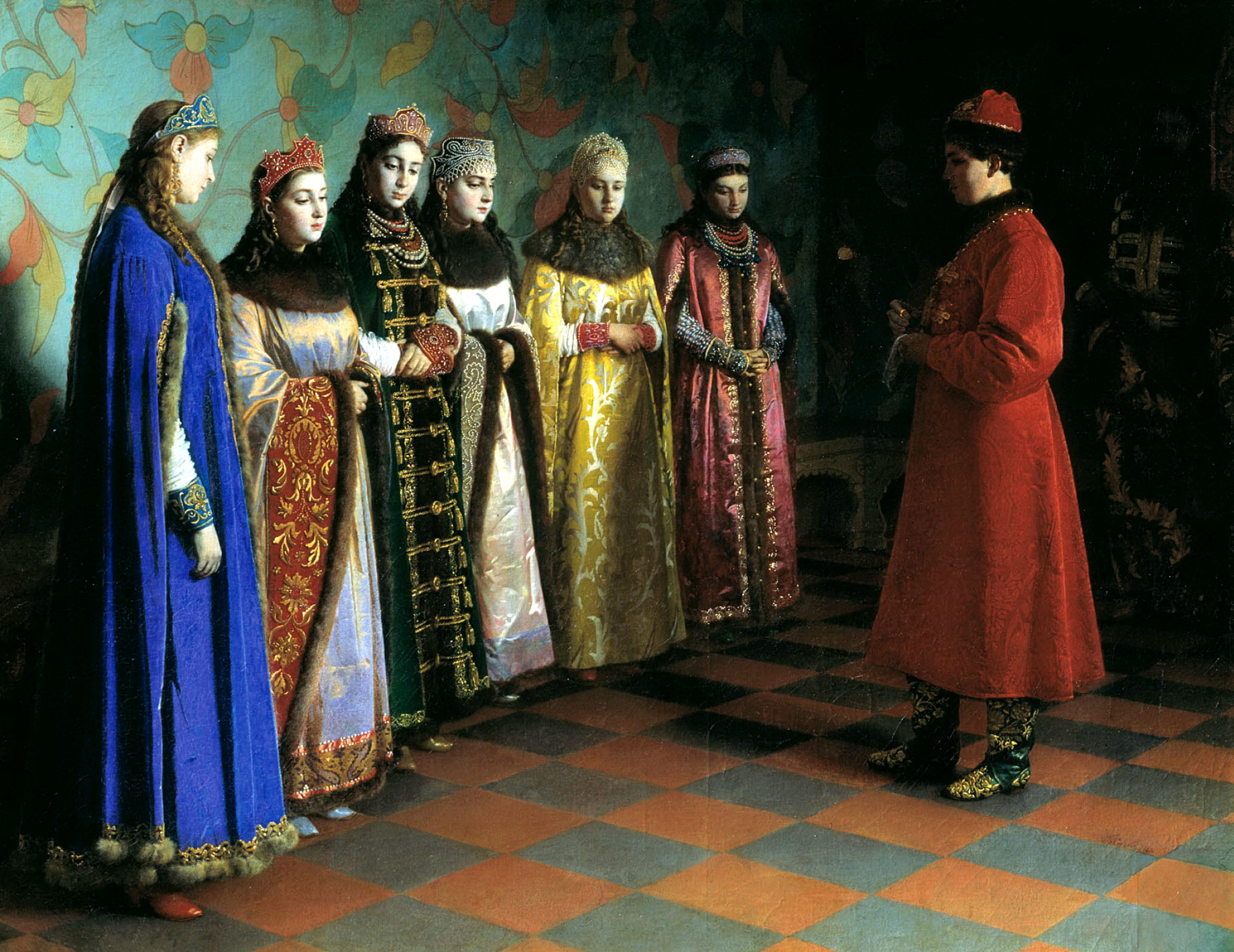
Malba z roku 1882 zachycující cara Alexeje Michajloviče při výběru nevěsty roku 1648. Malba od Grigorije Sedova

Výběr nevěsty byla tradice byzantských císařů a ruských carů za účelem výběru manželky mezi nejkrásnějšími dívkami v zemi.
Mezi významné sňatky uskutečněné tímto způsobem výběru nevěsty patří svatba císaře Teofila s Theodorou II., snad i Ireny Aténské se Lvem IV., tři svatby Ivana IV., svatba Natálie Naryškinové, matky Petra I. Velikého.
Ve raněstředověké západní Evropě je doložena přehlídka nevěst „po byzantském způsobu“ před svatbou franského císaře Ludvíka Pobožného s Juditou z rodu Welfů v roce 819.